# Platygaster minutula
Platygaster minutula is een vliesvleugelig insect uit de familie van de Platygastridae. De wetenschappelijke naam van de soort is voor het eerst geldig gepubliceerd in 1898 door Dalla Torre.